# Лісопаркова (станція метро)
Лісопаркова (рос. Лесопарковая) — 193-а станція Московського метрополітену, розташована в 18-му мікрорайоні Південного Чертанова, в районі 34-го кілометра МКАД (внутрішня сторона), в районі вулиць Полянки і Куликівської на півночі Бутовській лінії між станціями «Вулиця Старокачаловська» і «Бітцевський парк». Названа по однойменній місцевості: біля неї — Бітцевський парк та Бутовський лісопарк. Відкрита 27 лютого 2014 року, у складі ділянки «Вулиця Старокачаловська» — «Бітцевський парк».

## Значення для міста
Поруч зі станцією немає житлових районів, однак рішення про її будівництво в складі нової ділянки Бутовської лінії було прийнято через перспективи розвитку південної частини міста.
З появою станції «Лісопаркова» має покращитися транспортна доступність центру та інших периферійних районів міста для жителів  Північного і Південного Бутова.
Крім того, станція «Лісопаркова» разом з наступною за нею станцією «Бітцевський парк» мають забезпечити кращу транспортну доступність природно-історичного парку «Бітцевський ліс».

## Технічні характеристики
Конструкція станції — односклепінна мілкого закладення (глибина закладення — 9,5 м), споруджена з монолітного залізобетону за типовим проектом, з платформою острівного типу. Платформа сполучена з кожним з вестибулів двомаршовими сходами.

## Колійний розвиток
Станція без колійного розвитку.

## Оздоблення
Архітектурний проект був розроблений в 2009 році архітекторами ВАТ «Метродіпротранс» Володимиром Філіпповим та Світланою Петросян.
Покриття станції виконано у вигляді тричастинного склепіння, геометрія якого підкреслені спареними світловими нішами. По центральній осі платформи розташовані лави і торшери-покажчики.
Стіни станції і обох вестибюлів облицьовані полірованими мармуровими плитами теплих тонів, цоколі стін і склепіння — полірованим гранітом. Простий геометричний малюнок підлоги утворений плитами полірованого сірого граніту різних відтінків. Для облицювання підлоги в пішохідних переходах, східців і площадок зовнішніх сходів використовується термооброблений граніт (граніт з антиковзною поверхнею).
Для освітлення платформи в нішах за декоративними екранами і в кесонах склепіння встановлені люмінесцентні світильники. У вестибулях люмінесцентні лампи заховані за декоративним підшивною стелею.

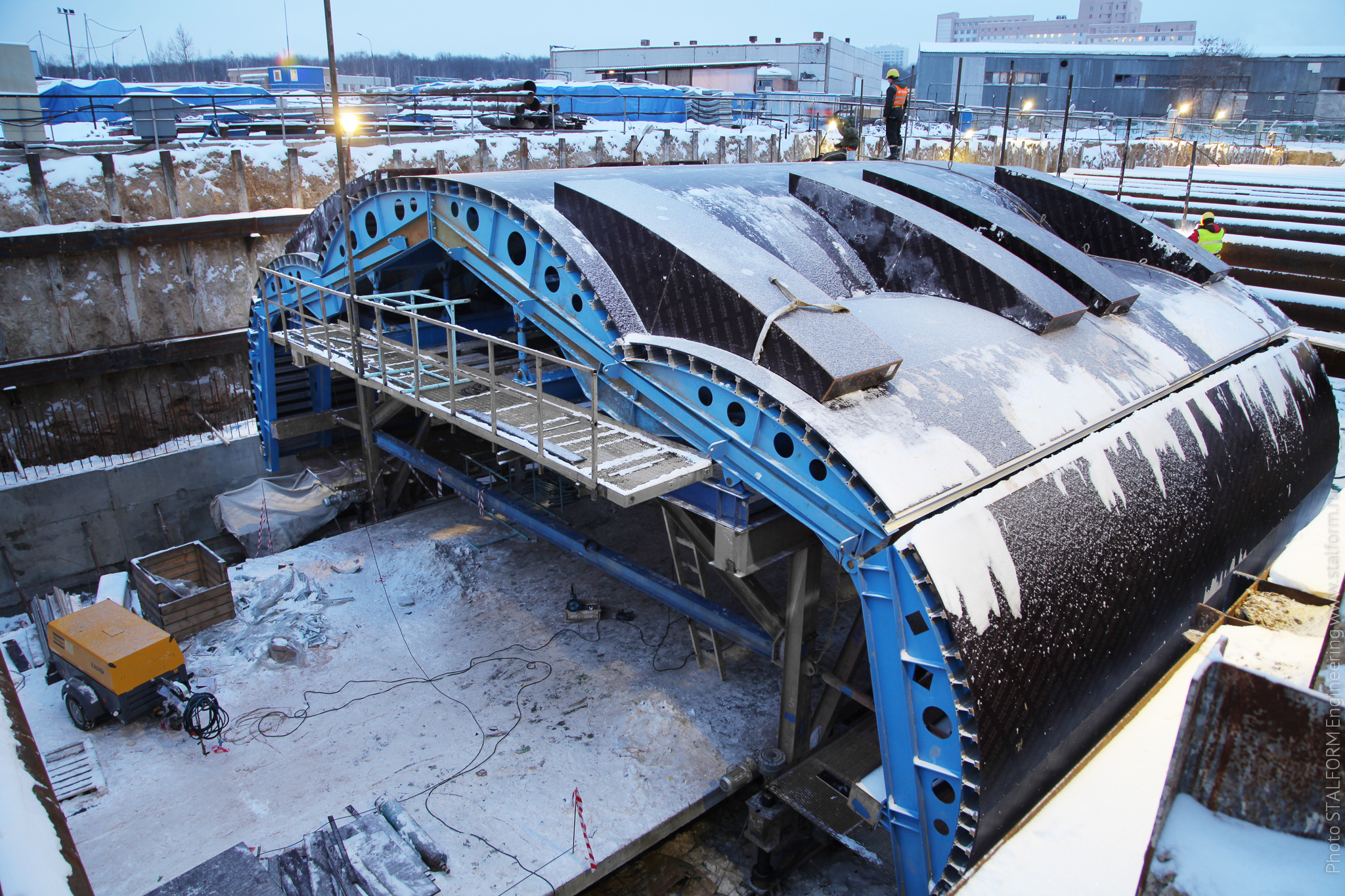
Мобільний опалубний агрегат для бетонування склепіння з кесонами
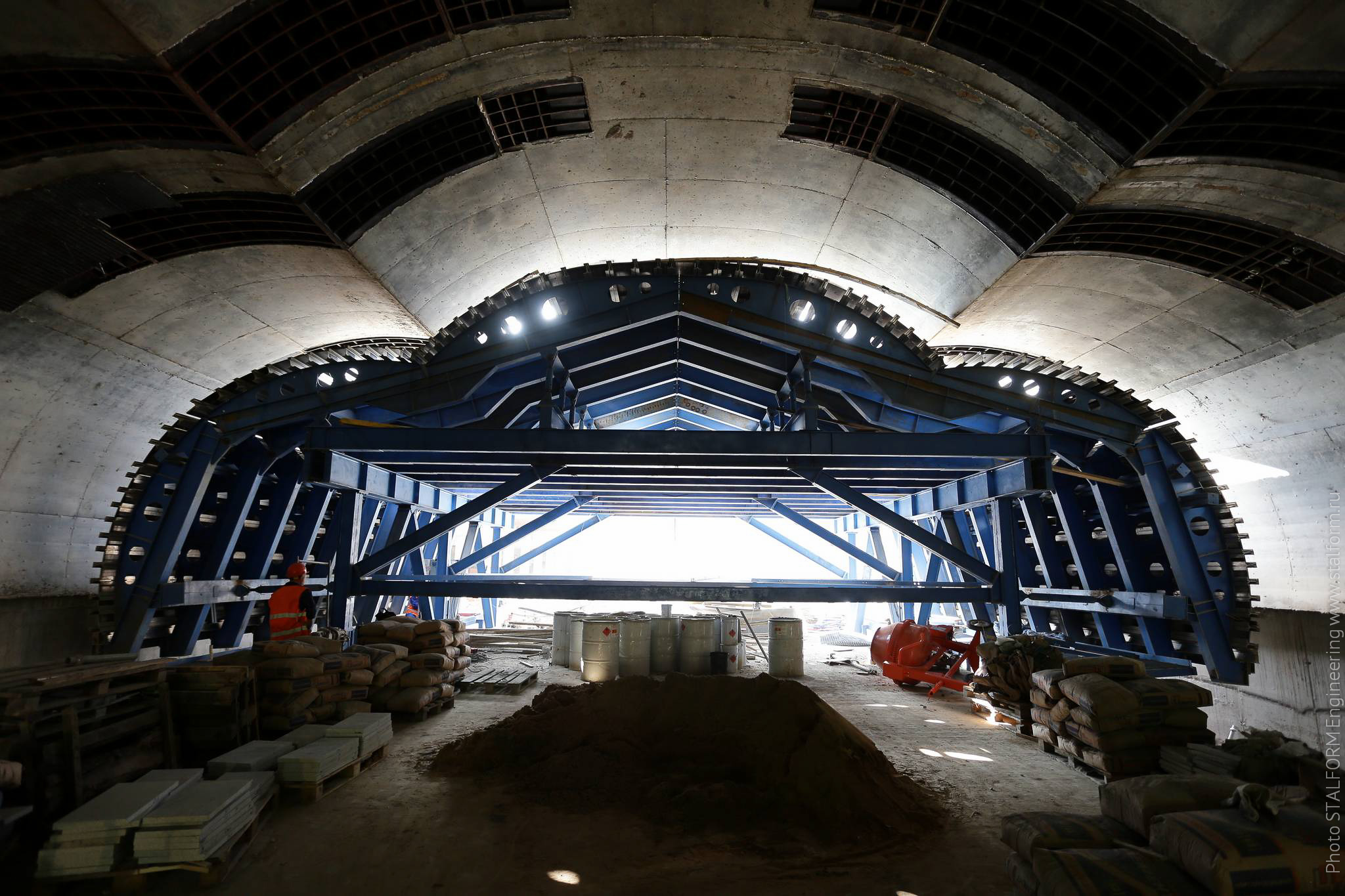
Процес бетонування склепінчастого покриття
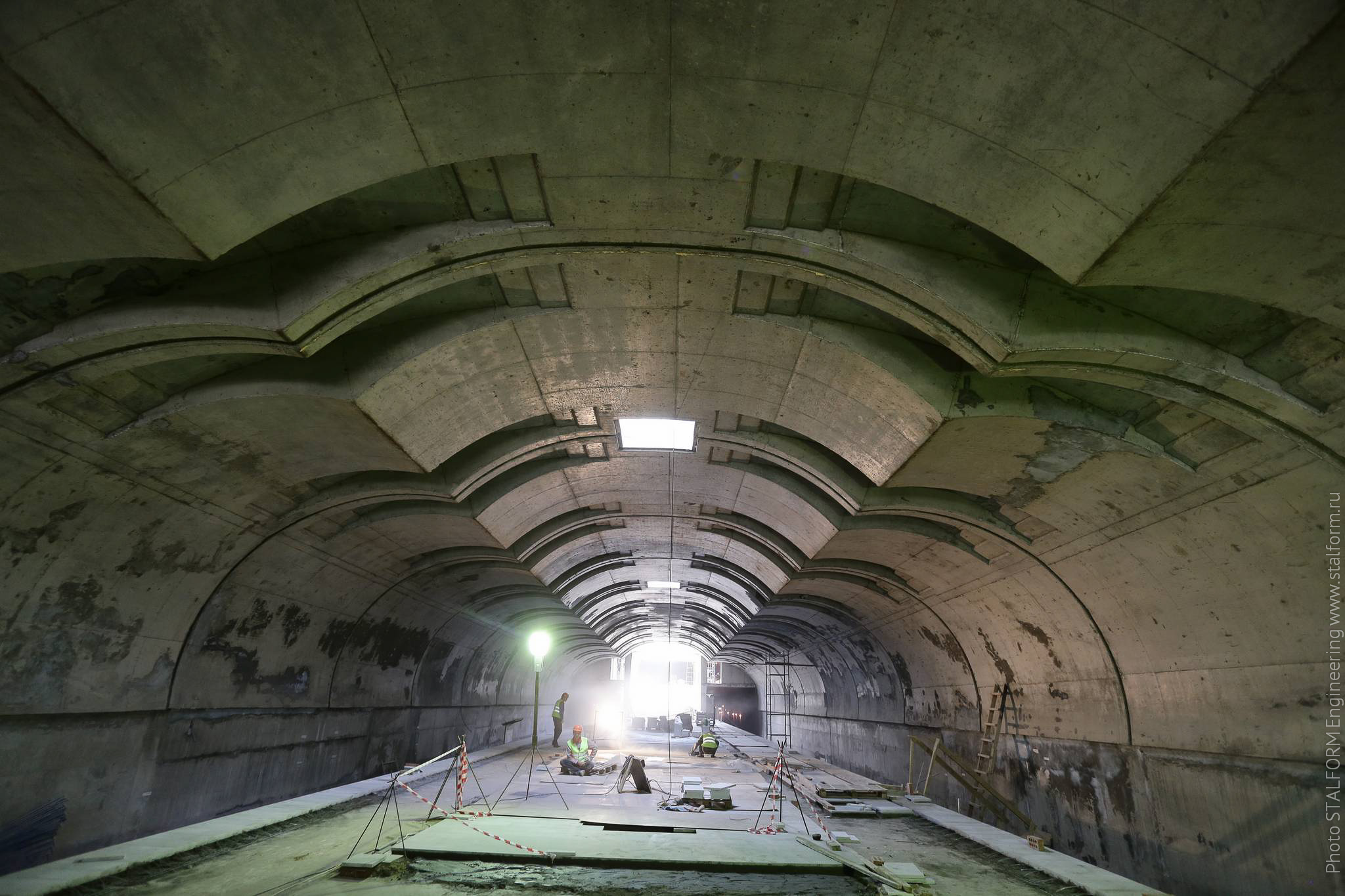
Конструкції станції без декоративної обробки